# Oberlin Smith
Oberlin Smith (Cincinnati, 22 de março de 1840 — Nova Jérsei, 19 de julho de 1926) foi um engenheiro estadunidense. Publicou em 1888 um dos primeiros trabalhos sobre armazenamento magnético.